# Christian Thomasius

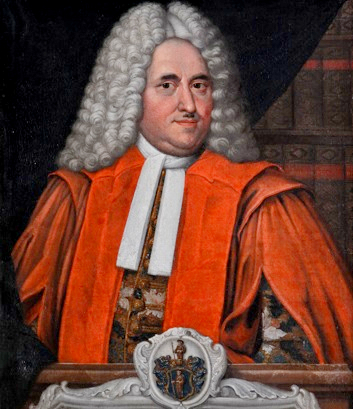
Christian Thomasius

Christian Thomasius (n. 1 ianuarie 1655, Leipzig - d. 23 septembrie 1728) a fost un jurist și un filozof german.

## Scrieri
- 1679: Tortura ex foris christianorum proscribenda
- 1685: De crimine bigamiae ("Infracțiunea de bigamie"), în care susține că bigamia ar fi permisă în virtutea legilor naturale
- Scherzhafte und ernsthafte, vernüftige und einfältige Gedanken über allerhand lustige und nutzliche Bücher und Fragen ("Gânduri glumețe și serioase, raționale și stupide asupra a tot felul de cărți și întrebări utile"), publicație lunară care a debutat în 1688 și în care critică pedanteria și susține pietismul în defavoarea luteranismului ortodox.